# روابط ژاپن و لسوتو
روابط ژاپن و لسوتو به روابط دو جانبه میان ژاپن و لسوتو اشاره دارد. این دو کشور از زمان برقراری روابط دیپلماتیک همواره روابطی دوستانه داشته‌اند.

## تاریخچه

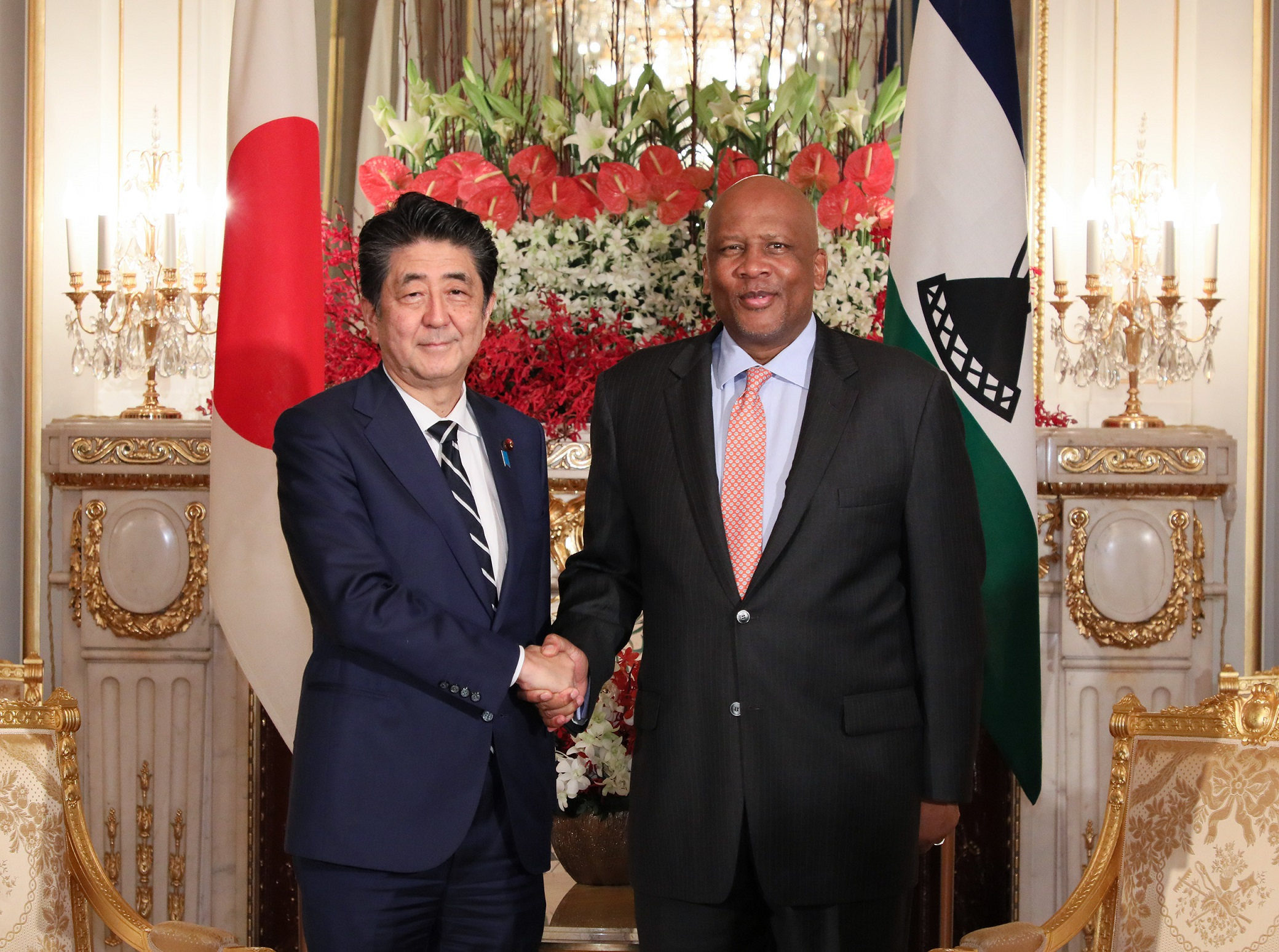
شینزو آبه، نخست‌وزیر وقت ژاپن، و لتسی سوم، پادشاه لسوتو در قصر آکاساکا، ۲۱ اکتبر ۲۰۱۹

در ۴ اکتبر ۱۹۶۶، با استقلال پادشاهی لسوتو از بریتانیا، ژاپن بلافاصله استقلال این کشور را به رسمیت شناخت. در نوامبر همان سال، لیبوا جاناتان، نخست‌وزیر وقت لسوتو، به عنوان نخستین مقام رسمی این کشور به ژاپن سفر کرد.
در سال ۱۹۶۷، کنسولگری افتخاری ژاپن در لسوتو از طریق سرکنسولگری ژاپن در پرتوریا، آفریقای جنوبی، تأسیس شد. در ژوئیه ۱۹۷۱، روابط دیپلماتیک رسمی میان دو کشور برقرار گردید و سفارت ژاپن در زامبیا به‌طور هم‌زمان مسئولیت پوشش دیپلماتیک لسوتو را نیز به عهده گرفت.
در مراسم تشییع امپراتور شووا در فوریه ۱۹۸۹، موشوشو دوم، پادشاه وقت لسوتو، همراه با چند مقام عالی‌رتبه این کشور در توکیو حضور یافتند. همچنین در مراسم تاج‌گذاری آکی‌هیتو در سال ۱۹۹۰، الایاس لامائما به نمایندگی از لسوتو شرکت کرد.
در ژانویه ۱۹۹۳، مسئولیت پوشش دیپلماتیک لسوتو از سفارت ژاپن در زامبیا به سفارت ژاپن در آفریقای جنوبی منتقل شد.
در مه ۱۹۹۸، لسوتو شاهد ناآرامی‌های پس از انتخابات پارلمانی بود. در مه ۲۰۰۲، انتخابات مجدد تحت نظارت نهادهای بین‌المللی برگزار شد و کیویوکی سوگوارا، دیپلمات ژاپنی، به عنوان ناظر انتخاباتی در لسوتو حضور داشت.
در ژانویه ۲۰۰۷، سفارت مقیم لسوتو در توکیو تأسیس شد که پیش‌تر به‌صورت غیرمقیم از طریق سفارت لسوتو در چین اداره می‌شد.
در نوامبر ۲۰۱۶، لتسی سوم، پادشاه لسوتو و همسرش ملکه ماسناته، برای نخستین بار طی گذشت ۲۷ سال به ژاپن سفر کردند. آن‌ها از مناطق زلزله‌زده فوکوشیما از جمله شهر سوما دیدار کرده و با مسئولان محلی دیدار و ابراز همدردی کردند.
در ۵ فوریه ۲۰۱۹، میازاگی یوشیکو، بازیگر ژاپنی، به عنوان سفیر حسن نیت لسوتو در ژاپن منصوب شد.
در ۲۱ اکتبر ۲۰۱۹، لتسی سوم برای شرکت در مراسم تاج‌گذاری ناروهیتو به ژاپن سفر کرد و با نخست‌وزیر وقت، شینزو آبه دیدار کرد.

## نمایندگی‌های دیپلماتیک

### سفارت ژاپن در لسوتو
ژاپن در لسوتو سفارت مستقلی ندارد و امور مربوط به لسوتو را سفارت ژاپن در پرتوریا (آفریقای جنوبی) به‌طور هم‌زمان برعهده دارد.

### سفارت لسوتو در ژاپن

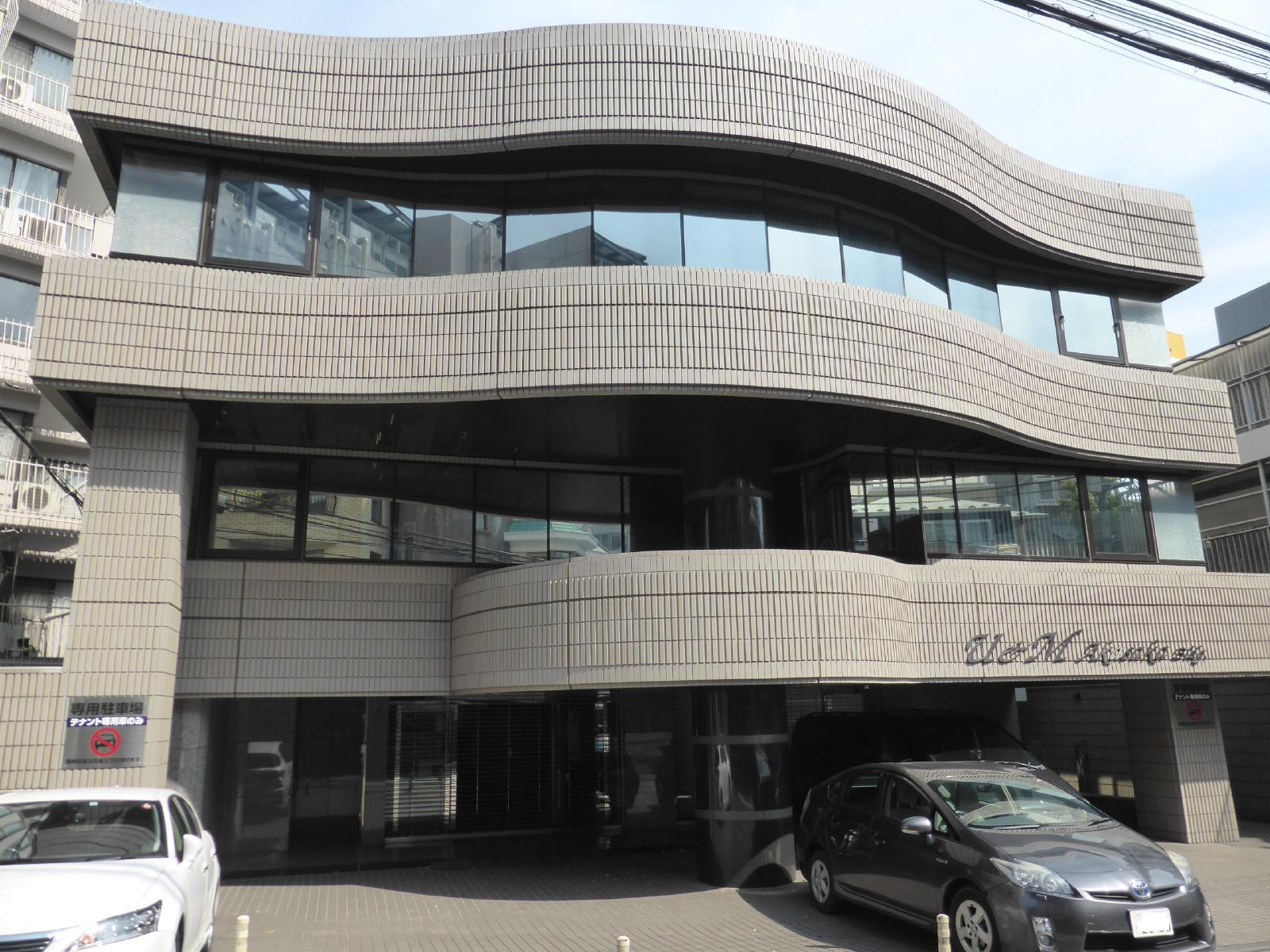
سفارت لسوتو در توکیو

- نشانی: توکیو، منطقه میناتو، آکاساکا ۷–۵–۴۷، طبقه اول ساختمان U&M آکاساکا
- دسترسی: ایستگاه آویاما-ایچومه (خط متروی گینزا، خط هانزومون، خط اوئدو)، خروجی شماره ۴

## فهرست سفیران لسوتو در ژاپن
| ردیف | نام                   | دوره خدمت  | توضیحات                                   |
| ---- | --------------------- | ---------- | ----------------------------------------- |
| ۱    | مونیانیه پانیا فوفولو | ۱۹۸۸–۱۹۸۹  | نخستین سفیر؛ مقیم پکن                     |
| ۲    | تابو برنارد موکتسی    | ۱۹۸۹–۱۹۹۷  | مقیم پکن، سپس مقیم نامشخص                 |
| ۳    | لبوهانگ کنت مولکو     | ۱۹۹۷–۲۰۰۰  | مقیم پکن                                  |
| ۴    | لفا جوزف موکوتجو      | ۲۰۰۰–۲۰۰۵  | مقیم پکن                                  |
| —    | افرایم مورموهولو      | ۲۰۰۵–۲۰۰۶  | کاردار موقت؛ مقیم پکن                     |
| ۵    | موکله لیکاته          | ۲۰۰۶–۲۰۰۹  | —                                         |
| —    | خوپوتسو لهوهولا       | ۲۰۰۹–۲۰۱۰  | کاردار موقت                               |
| ۶    | ریچارد رامولتی        | ۲۰۱۰–۲۰۱۶  | دریافت‌کننده نشان خورشید فروزان (درجه دوم) |
| —    | سیتایککو ینگان        | ۲۰۱۶–۲۰۱۸  | کاردار موقت                               |
| ۷    | پالسا موسه‌تسه         | ۲۰۱۸–۲۰۲۴  | —                                         |
| —    | ماماسوپا سول          | ۲۰۲۴–اکنون | کاردار موقت                               |